# 사랑하는 포춘 쿠키 (EP)
《사랑하는 포춘 쿠키》(중국어 간체자: 爱的幸运曲奇, 병음: Ài de xìngyùn qūqí 아이더싱윈취치[*], 한자음: 애적행운곡기)는 중국의 걸 그룹 SNH48의 세 번째 미니 음반이다. 베이징 판은 2013년 11월 25일에, 상하이 판은 2013년 11월 29일에 발매됐다.
노래의 포지션은 쉬자치이다.

## 수록곡
| #            | 제목                                  | 작사                                     | 작곡              | 편곡         | 가창 팀 | 재생 시간 |
| ------------ | ------------------------------------- | ---------------------------------------- | ----------------- | ------------ | ------- | --------- |
| 1.           | 〈사랑하는 포춘 쿠키〉 (爱的幸运曲奇) | 장창(중국어 개사), 아키모토 야스시       | 이토 신타로       |              | 4:48    |           |
| 2.           | 〈낭만적인 노엘의 밤〉 (浪漫圣诞夜)   | 리리(중국어 개사), 아키모토 야스시       | 오쿠다 모토이     | 팀NII        | 4:14    |           |
| 3.           | 〈변명〉 (借口)                       | 장창(중국어 개사), 아키모토 야스시       | 슌류              | 팀SII        | 4:11    |           |
| 4.           | 〈개척자〉 (开拓者)                   | 상해성사파(중국어 개사), 아키모토 야스시 | 이노우에 요시마사 | 팀SII        | 4:00    |           |
| 5.           | 〈생명의 바람〉 (生命之风)            | 상해성사파(중국어 개사), 아키모토 야스시 | 카와하라 미네아키 |              | 3:43    |           |
| 6.           | 〈사랑하는 포춘 쿠키〉 (Instrumental) |                                          | 이토 신타로       |              | 4:48    |           |
| 7.           | 〈낭만적인 노엘의 밤〉 (Instrumental) |                                          | 오쿠다 모토이     |              | 4:14    |           |
| 8.           | 〈변명〉 (Instrumental)               |                                          | 슌류              |              | 4:11    |           |
| 9.           | 〈개척자〉 (Instrumental)             |                                          | 이노우에 요시마사 |              | 4:00    |           |
| 10.          | 〈생명의 바람〉 (Instrumental)        |                                          | 카와하라 미네아키 |              | 3:41    |           |
| 총 재생 시간 | 총 재생 시간                          | 총 재생 시간                             | 총 재생 시간      | 총 재생 시간 | 41:50   |           |

| #  | 제목                                                                                      | 재생 시간 |
| -- | ----------------------------------------------------------------------------------------- | --------- |
| 1. | 〈사랑하는 포춘 쿠키 (광저우 콘서트 라이브 버전)〉 (爱的幸运曲奇 广州演唱会 LIVE Version) |           |
| 2. | 〈변명 (광저우 콘서트 라이브 버전)〉 (借口 广州演唱会 LIVE Version)                       |           |
| 3. | 〈개척자 (광저우 콘서트 라이브 버전)〉 (开拓者 广州演唱会 LIVE Version)                   |           |
| 4. | 〈생명의 바람 (광저우 콘서트 라이브 버전)〉 (生命之风 广州演唱会 LIVE Version)            |           |

특전
- 생사진 (광저우 콘서트 라이브, 32장 중에서 1장 랜덤)[1]
- 악수회 참가권 1장
- 멤버 공식 Q판 캐릭터 실

## 선발 멤버

### 사랑하는 포춘 쿠키
(센터: 쉬자치)
- 팀SII: 천관후이, 천쓰, 다이멍, 장윈, 쿵샤오인, 리위치, 모한, 첸베이팅, 추신이, 쑨루이, 우저한, 쉬천천, 쉬자치, 자오자민, 장위거

### 낭만적인 노엘의 밤
(센터: 완리나)
- 팀NII: 천자잉, 펑신둬, 궁스치, 후쓰이, 황팅팅, 쥐징이, 린쓰이, 루팅, 뤄란, 멍웨, 완리나, 왕이쥔, 쉬옌위, 이자아이, 쩡옌펀, 자오웨

### 변명
(센터: 자오자민)
- 팀SII: 천관후이, 천쓰, 다이멍, 장윈, 쿵샤오인, 리위치, 모한, 첸베이팅, 추신이, 쑨루이, 원징제, 우저한, 쉬천천, 쉬자치, 자오자민, 장위거

### 개척자
(센터: 리위치)
- 팀SII: 천관후이, 천쓰, 다이멍, 장윈, 쿵샤오인, 리위치, 모한, 첸베이팅, 추신이, 쑨루이, 원징제, 우저한, 쉬천천, 쉬자치, 자오자민, 장위거

### 생명의 바람
(센터: 모한, 장위거)
- 팀SII: 천관후이, 천쓰, 다이멍, 장윈, 쿵샤오인, 리위치, 모한, 첸베이팅, 추신이, 쑨루이, 원징제, 우저한, 쉬천천, 쉬자치, 자오자민, 장위거

### 내용주
1. ↑  실제 레이블은 톈진 베이양 음반 출판사
2. ↑  AKB48 〈사랑하는 포춘 쿠키〉(恋するフォーチュンクッキー)의 중국어 버전.
3. ↑  AKB48 〈노엘의 밤〉(ノエルの夜)의 중국어 버전.
4. ↑  AKB48 〈변명Maybe〉(言い訳Maybe)의 중국어 버전.
5. ↑  AKB48 〈Beginner〉 중국어 버전.
6. ↑  四芭는 四八과 발음이 같으며, 국립국어원의 표기에 따르면 두 가지 모두 ‘쓰바’로 표기된다.
7. ↑  AKB48 〈바람은 불고 있어〉(風は吹いている)의 중국어 버전.

### 참조주
1. ↑  “SNH48最新EP独享福利大揭秘：演唱会Live生写” (중국어). SNH48 공식 웹사이트. 2013년 11월 26일. 2013년 12월 3일에 원본 문서에서 보존된 문서. 2013년 12월 28일에 확인함.